# آکانتوما
آکانتوما (به انگلیسی: acanthoma) یک نئوپلاسم پوستی است که از سلول‌های سنگفرشی یا اپیدرمی تشکیل شده است. این نئوپلاسم در لایه سلول خاردار قرار دارد.
انواع آکانتوما شامل آکانتوما غلاف پیلار، یک تومور فولیکولی خوش‌خیم معمولاً در لب بالایی است؛ آکانتوما سلول شفاف، تومور خوش‌خیم که اغلب در پاها وجود دارد و دگوس آکانتوما که اغلب با بیماری دگوس اشتباه گرفته می‌شود اما ارتباطی با آن ندارد.

## تاریخچه
در سال ۲۰۰۵، "Acanthoma" به عنوان یک اصطلاح شاخص به سرعنوان‌های موضوعی پزشکی اضافه شد. نمایه سازی و نام قبلی این بیمار قبلی «نئوپلاسم‌های پوست» (۱۹۶۵–۲۰۰۴) بود. در آن زمان، پاب‌مد تنها ۲۰۶ مقاله را با عبارت «آکانتوما» (اصطلاح معمولاً در عنوان یا چکیده) شامل می‌شد.